# Кобак, Александр Валерьевич
Алекса́ндр Вале́рьевич Ко́бак (род. 17 декабря 1952, Ленинград) — историк Санкт-Петербурга, общественный деятель. Директор Фонда имени Д. С. Лихачёва (с 2001 года), председатель Совета Института Петра Великого (с 2011 года), председатель Санкт-Петербургского союза краеведов (с 2008 года). Член Совета по сохранению культурного наследия при Правительстве Санкт-Петербурга, член правления Фонда создания литературного музея Иосифа Бродского (с 2000), лауреат Анциферовской премии (1996). Автор книг и статей по краеведению, проблемам охраны памятников, актуальным вопросам культуры.

## Биография
Окончил физико-математическую школу № 121 (1970) и физико-механический факультет Ленинградского политехнического института (1976), работал инженером.
В конце 1970-х вошёл в круг неофициальных литераторов и исследователей культуры. Помогал С. В. Дедюлину в составлении сборника статей Г. С. Померанца «Работы о Достоевском», который был выпущен приложением к самиздатскому журналу «Часы» (1981). Публиковал в журнале «Часы» рецензии и критические статьи в соавторстве с Б. В. Останиным (совместный псевдоним А. Фомин, Т. Чудиновская).
В 1979—1984 годах вместе с В. В. Антоновым подготовил историко-церковную энциклопедию «Святыни Санкт-Петербурга» — полный и документированный свод сведений обо всех петербургских христианских храмах. Труд в переработанном и дополненном виде был опубликован в 1994—1996, впоследствии был дважды переиздан в 2003 и 2010 годах.
С 1984 года писал статьи по истории Петербурга для газет «Смена» и «Вечерний Ленинград», журналов «Ленинградская панорама» и «Декоративное искусство СССР», читал лекции по истории петербургской архитектуры в ленинградском отделении Общества охраны памятников (ВООПИиК).
В 1987 году по приглашению академика Д. С. Лихачёва поступил работать экспертом Ленинградского отделения Советского Фонда культуры (с 1991 — Санкт-Петербургский фонд культуры). Организатор фотовыставки «Утраченные памятники архитектуры Петербурга-Ленинграда» (1988). С 1992 по 1995 году — первый заместитель председателя правления Санкт-Петербургского Фонда культуры.
В 1995—1998 — генеральный директор Балтийского гуманитарного фонда. В 1998—2001 годах — заместитель директора, директор программы «Образование» Санкт-Петербургского отделения Института «Открытое общество» (Фонд Сороса). С 2001 — исполнительный директор Международного благотворительного Фонда имени Д. С. Лихачева. Входит в Совет по сохранению культурного наследия при Правительстве Санкт-Петербурга с момента его основания в 1996 году. Член Международного совета по охране памятников и достопримечательных мест (ИКОМОС) с 2010 года,
в 2010—2018 — член совета Санкт-Петербургского отделения ИКОМОС, с 2017 — президент Научного комитета по историческим некрополям ИКОМОС (Россия).
Один из инициаторов создания и председатель Совета научно-просветительской организации Института Петра Великого в Санкт-Петербурге (с 2011). Институт составляет своды петровских памятников России и Европы, ежегодно с 2011 года проводит Международные петровские конгрессы, посвященные изучению и популяризацию наследия петровской эпохи. Все труды Петровских конгрессов издаются.
Автор книг и статей по краеведению, проблемам охраны памятников, актуальным вопросам культуры. Помимо историко-церковной энциклопедии «Святыни Санкт-Петербурга», которую он считает своим основным трудом, А. В. Кобак выступил редактором-составителем коллективной монографии «Исторические кладбища Петербурга» (совместно с Ю. М. Пирютко; СПб., 1993), историко-краеведческих сборников «Невский архив», справочника «Негосударственные организации культуры Санкт-Петербурга» (СПб., 1997), сборника «Шведы на берегах Невы» (Стокгольм, 1998), ряда сборников по материалам научных конференций.
Важным вкладом в петербурговедение стала координация работ по подготовке фундаментальной энциклопедии «Санкт-Петербург» (2006), а также интернет-портала на её основе, получившего в 2019 году диплом Анциферовской премии.
Выступил одним из инициаторов создания Санкт-Петербургского союза краеведов; на учредительном собрании Союза краеведов 19 марта 2008 года был избран его председателем.

## Основные публикации
См. подробную библиографию А. В. Кобака в рамках вики-проекта «Санкт-Петербург».

### Книги
- Дом Мурузи: Биография одного дома // соавтор Л. Я. Лурье. — Л.: Товарищество «Свеча», 1990.
- Утраченные памятники архитектуры Петербурга-Ленинграда: Каталог выставки // соавтор В. В. Антонов. — Л., 1988. 48 с., илл.
- Святыни Санкт-Петербурга. Историко-церковная энциклопедия в 3 т. // соавтор В. В. Антонов. — СПб.: Издательство Чернышева, 1994—1996 гг. Переиздания: «Лики России», 2003, 2010.
- Молния и радуга: Литературно-критические статьи 1980-х годов // соавтор Б. В. Останин. — СПб.: Из-во имени Н. И. Новикова, 2003.
- Русские храмы и обители в Европе // соавтор В. В. Антонов. — СПб.: «Лики России», 2005

### Статьи
- «Башня» на Таврической. Биография дома (соавтор Д. Я. Северюхин) // Декоративное искусство. 1987. № 1. — С. 35-39
- Лицей на Петербургской стороне (соавтор В. В. Антонов) // Ленинградская панорама. 1987. № 6. — С. 31-33.
- Ансамбль за окнами электрички // Ленинградская панорама. 1988. № 1. — С. 34-35.
- Рождение и гибель петербургской идеи (соавтор Л. Я. Лурье) // Музей и город: Сборник статей к 75-летию Музея истории Санкт-Петербурга. — СПб., 1993. — С. 32-31.
- Из истории русского храма и некрополя в Стокгольме (соавтор А. И. Андреев) // Невский архив: Историко-краеведческий сборник. Вып. 2. — М.-СПб.: Из-во «Athenium-Феникс», 1995. — С. 421—446.
- Комаровский некрополь: Материалы к историческому описанию (соавтор Ю. М. Пирютко) // Памятники истории и культуры Санкт-Петербурга: Исследования и материалы. Вып. IV. — СПб.: Из-во «Белое и черное», 1997. — С. 405—461.
- Архитектор Аполлон Щедрин // Зодчие Санкт-Петербурга. XIX — начало XX века. — СПб.: Лениздат, 1998. — С. 225—233.
- Особняки и дачи старого Лесного. — Невский архив: Историко-краеведческий сборник. Вып. 4. — СПб.: Из-во Чернышева, 1999. С.
- Георгий Лукомский: Очерк жизни и творчества (соавтор Д. Я. Северюхин) // Невский архив: Историко-краеведческий сборник. Вып. 6. — СПб.: Из-во «Лики России», 2003. — С. 528—554.
- «Города-сады» в России в начале XX века (соавтор Б. В. Ананьич) // Культуры городов Российской империи на рубеже XIX—XX веков. Международный коллоквиум. Научные доклады. 14-17 июня 2004. — СПб., 2004. — С. 3-10.
- Пять углов // Невский архив: Историко-краеведческий сборник. Вып. 9. — СПб.: Из-во «Лики России», 2010. — С. 339—353.
- Храмы петровской эпохи в истории русской архитектуры. 1680—1720-е годы (соавтор Н. Л. Корсакова) // Храмы петровской эпохи: Материалы международной научной конференции. Санкт-Петербург, 7-8 июня 2012 года (Труды Государственного музея истории Санкт-Петербурга. Вып. 22). — СПб., 2012. — С. 3-19.
- Дружеские круги в неофициальной культуре Ленинграда 1970 — начала 1980-х годов // Дружеский круг как начало соборности и солидарность в России. Материалы международной конференции. — М., 2019. — С. 205—212.

### Редактор-составитель
- Исторические кладбища Петербурга (совместно с Ю. М. Пирютко; Анциферовская премия за 1996)
- Невский архив: Историко-краеведческий сборник. Выпуски № 1 — 11, 1993—2019 (1993—1997 — совм. с А. И. Добкиным, 1999—2012 — совм. с В. В. Антоновым, 2019 — совм. с А. В. Чернегой).
- Негосударственные организации культуры Санкт-Петербурга (совм. с О. Л. Лейкиндом, Д. Я. Северюхиным). — СПб., Издательство «Нотабене», 1997
- Шведы на берегах Невы: Сборник статей (совм. с Сюзанне Конча Эммрих, Михаилом Мильчиком, Бенгтом Янгфельдтом). — Стокгольм, 1998.
- Санкт-Петербург. 1703—2003 (совм. с Г. В. Вилинбаховым, А. Д. Марголисом). — М., 2003. 1112 с., илл.
- Материалы Международных петровских конгрессов. — СПб., 2011—2020 (12 выпусков)
- Анциферов и петербургское краеведение. К 130-летию Н. П. Анциферова (совм. с В. В. Яковлевым). — СПб., Скрипториум, 2019.

### Интервью
- Интервью с Александром Кобаком в рамках петербургского часа программы "Liberty Live". svoboda.org. Радио Свобода (23 ноября 2003). Дата обращения: 8 апреля 2020. Архивировано 4 мая 2019 года.
- Александр Валерьевич	Кобак (из интервью 2008 года) // Общественная жизнь Ленинграда в годы перестройки. 1985-1991 : Сборник материалов / Сост. О. Н. Ансберг, А. Д. Марголис. — СПб., 2009. — С. 524—528. — 784 с. — ISBN 978-5-902238-60-7.
- Занятие неравнодушных. Интервью с А.В.Кобаком о СПб союзе краеведов // Санкт-Петербургские ведомости. — 2011. — № 016 (31 января).
- Объединяя города и страны. Интервью с руководителем Института Петра Великого Александром Кобаком // Санкт-Петербургские ведомости. — 2014. — № 111 (20 июня).
- Мы долгое эхо друг друга. Интервью с Александром Кобаком // Gazeta Petersburska. — 2016. — № 183, 184, 185 (1, 2, 3).
- «Дружба, в отличие от любви, не бывает неразделенной». Интервью исполнительным директором фонда имени Д.С. Лихачёва А. Кобаком // журнал «Кифа». — 2016. — № 5 (207) (апрель).
- «Странное продолжение традиций» в главном храме вооруженных сил РФ (интервью с А. Кобаком от 25.12.2018). Фонтанка.ру (25 декабря 2018). Дата обращения: 8 апреля 2020. Архивировано 7 апреля 2020 года.

## Награды и премии
- 1996 — Анциферовская премия, в номинации «Лучшие научно-исследовательские работы» (совм. с Ю. М. Пирютко, за справочник-путеводитель «Исторические кладбища Петербурга»)[5].
- 2011 — Нагрудный знак «За заслуги перед польской культурой» Министерства культуры и национального наследия Польши[12].
- 2014 — Премия Правительства Российской Федерации в области культуры[13].
- 2015 — Медаль «К 100-летию Санкт-Петербургского буддистского храма»[14]
- 2017 — Премия имени Екатерины Романовны Дашковой Санкт-Петербургского библиотечного общества[15].
- 2020 — Почётная грамота Президента Российской Федерации (20 ноября 2020 года) — за вклад в организацию и проведение мероприятий по увековечению памяти и празднованию 100-летия со дня рождения Д. А. Гранина[16]

## Семья
Женат, трое детей: две дочери и сын Дмитрий (р. 1983), специалист в области биоинформатики, работает в Университете Тюбингена).